# Domani smetto (singolo)
Domani smetto è un brano del duo hip hop milanese degli Articolo 31, estratto come primo singolo dall'album omonimo (sesto in studio del gruppo), pubblicato nel 2002.

## Tracce
1. Domani smetto

## Video musicale
Il video del brano, diretto da Cosimo Alemà, è stato pubblicato il 19 marzo 2002.
Il video mostra le stanze di un condominio dove vengono mostrati i proprietari che cantano insieme al gruppo urlando la loro rabbia verso coloro che gli hanno sempre imposto delle regole, ai quali si sono dovuti attenere fino a quel momento, cominciando a distruggere il loro appartamento, decidendo infine di vestirsi e comportarsi come vogliono, senza che più nessuno gli dica come si devono presentare.

## Formazione
- J-Ax - voce
- DJ Jad - giradischi

Altri musicisti
- Fausto Cogliati - chitarra, programmazione, basso
- Fabio Ingrosso, Space One, Francesco Stranges - cori